# Una porteña optimista
Una porteña optimista es una película argentina en blanco y negro dirigida por Daniel Tinayre sobre guion de Arturo S. Mom que se estrenó el 25 de febrero de 1937 y que tuvo como protagonistas a Nedda Francy, Santiago Arrieta, Arturo Arcari y Orestes Caviglia.

## Sinopsis
Un joven galán y un millonario procuran alejar de sus frivolidades a una muchacha.

## Reparto
- Nedda Francy
- Santiago Arrieta
- Arturo Arcari
- Orestes Caviglia
- Pierina Dealessi
- Esperanza Palomero
- Oscar Villa
- Luis Gobbi
- Lola Molina

## Comentarios
Roland opinó que la película "acusa apreciables valores...Tinayre ha conseguido realizar una comedia frívola". Mnrupe y Portela escribieron:

"Opus 3 de Tinayre en una comedia cuyo tema moralizador no está demasiado lejos de producciones de la época en que se oponía el trabajao como arma redentora al ocio vacío de los ricos"